# يو إف سي ليلة القتال: فولكوف ضد ستروف
يو إف سي ليلة القتال: فولكوف ضد ستروف (بالإنجليزية: UFC Fight Night: Volkov vs. Struve)‏ هو حدث لفنون القتال المختلطة نظمته يو إف سي، أُقيم في 2 سبتمبر 2017، على روتردام أهوي في روتردام، هولندا.